# قلعه سومار (تپه سومار)
قلعه سومار (تپه سومار) مربوط به دوران پیش از تاریخ ایران باستان تا دوران‌های تاریخی پس از اسلام است و در قصر شیرین، حوزه نفت شهر واقع شده و این اثر در تاریخ ۱۹ تیر ۱۳۴۸ با شمارهٔ ثبت ۸۳۷ به‌عنوان یکی از آثار ملی ایران به ثبت رسیده است.